# Eleonora van Castilië (1241-1290)
Eleonora van Castilië (ook Leonor of Eleanor genoemd) (Burgos, 1241 — Harby (Nottinghamshire), 28 november 1290) was de eerste echtgenote en Royal Consort van de Engelse koning Eduard I.

## Afkomst
Eleonora werd geboren in Castilië als tweede kind van koning Ferdinand III en zijn tweede vrouw Johanna van Dammartin, de erfgename van het Franse graafschap Ponthieu. Haar oudere broer Ferdinand werd in 1239/1240, haar jongere zus Luis in 1242/1243 geboren. Voor de eerste verjaardag van haar dood in 1291 waren er 49 kaarsendrager, waarbij elke kaars voor een levensjaar stond, zodat ze vermoedelijk in 1241 werd geboren.

## Huwelijk met de Engelse troonopvolger
Op 1 november 1254 werd Eleonora in het klooster Las Huelgas bij Burgos met de Engelse troonopvolger Eduard in de echt verbonden. Daarbij droeg haar halfbroer Alfons X aan zijn nieuwe zwager de oude Castiliaanse aanspraken op het aan de Engelse koningen toebehorende Gascogne. Nog in 1253 was het wegens deze aanspraken tot een conflict tussen Engeland en Castilië in de Zuidwestfranse regio gekomen. Het huwelijk tussen de Castiliaanse prinses en de Engelse troonopvolger was tijdens de daaropvolgende vredesonderhandelingen overeengekomen geworden. Eind november 1254 reisde Eleonora met haar echtgenoot eerst naar Gascogne, waar deze tot de volgende zomer als stadhouder van zijn vader zou verblijven. In oktober 1255 trok het paar ten slotte naar Engeland.

## Rol in de Tweede Baronnenoorlog
Als het in 1258 tot een oorlog tussen haar schoonvader Hendrik III van Engeland en een adellijke oppositie kwam, ondersteunde Eleonora haar echtgenoot, die partij voor zijn uit Frankrijk stammende oom, uit het Huis Lusignan, koos. Deze waren wegens hun invloed en hun privileges gehaat bij de Engelse baronnen en moesten in juli 1258 Engeland verlaten. Nadat de adellijke oppositie de macht in Engeland had gegrepen, begeleidde Eleonora haar man, die zich van 1260 tot 1263 voornamelijk in Frankrijk en Gascogne ophield. Pas in februari 1263 keerden ze met huurlingen, die met Eleonora's middelen in Ponthieu waren aangeworven geworden, naar Engeland terug, om koning Hendrik te ondersteunen. Tijdens de onlusten van 1263 en de daarop volgende openlijke Tweede Baronnenoorlog tegen de koning bleef Eleonore overwegend in Windsor Castle. Na de slag bij Lewes in juni 1264, in dewelke zich Simon de Montfort, de leider van de adellijke oppositie, opnieuw de macht vechtend had verkregen, bleef ze in het gevolg van de verregaand van zijn macht beroofde koning Hendrik, terwijl haar in de handen van de baronnen bevindende echtgenoot in andere burchten werd vastgehouden. Montfort vreesde ervoor dat Eleonora opnieuw huurlingen uit Castilië of Frankrijk zou aanwerven en liet ze derhalve bewaken. Na de overwinning van de koninklijke partij in de slag bij Evesham in augustus 1265, in dewelke Montfort werd gedood, verzekerde ze zich op kosten van de onteigende rebellen van talrijke landerijen. Daarmee schiep ze de grondslag voor haar eigen grondbezit, die ze later noch wezenlijk zou uitbreiden.

## Kruistocht naar Palestina
In augustus 1270 begeleidde ze Eduard bij diens Kruistocht naar het Heilige Land. Daar werd Eduard in juni 1272 door een Assassijn met een vergiftigde dolk verwond en kon slechts door de ingreep van een chirurg worden gered, die hem het vergiftigde van de arm sneed. Volgens de legende zou Eleonora het gif uit de wonde hebben gezogen, wat echter pas na haar dood door een Italiaanse Dominicaan wordt vermeld. In Engeland werd dit voor het eerst in 1586 vermeld. Een contemporaine kroniekschrijver van de Kruistocht bericht daarentegen, dat de vertwijfelde Eleonara voor de operatie van het bed van haar man moest worden weggevoerd.

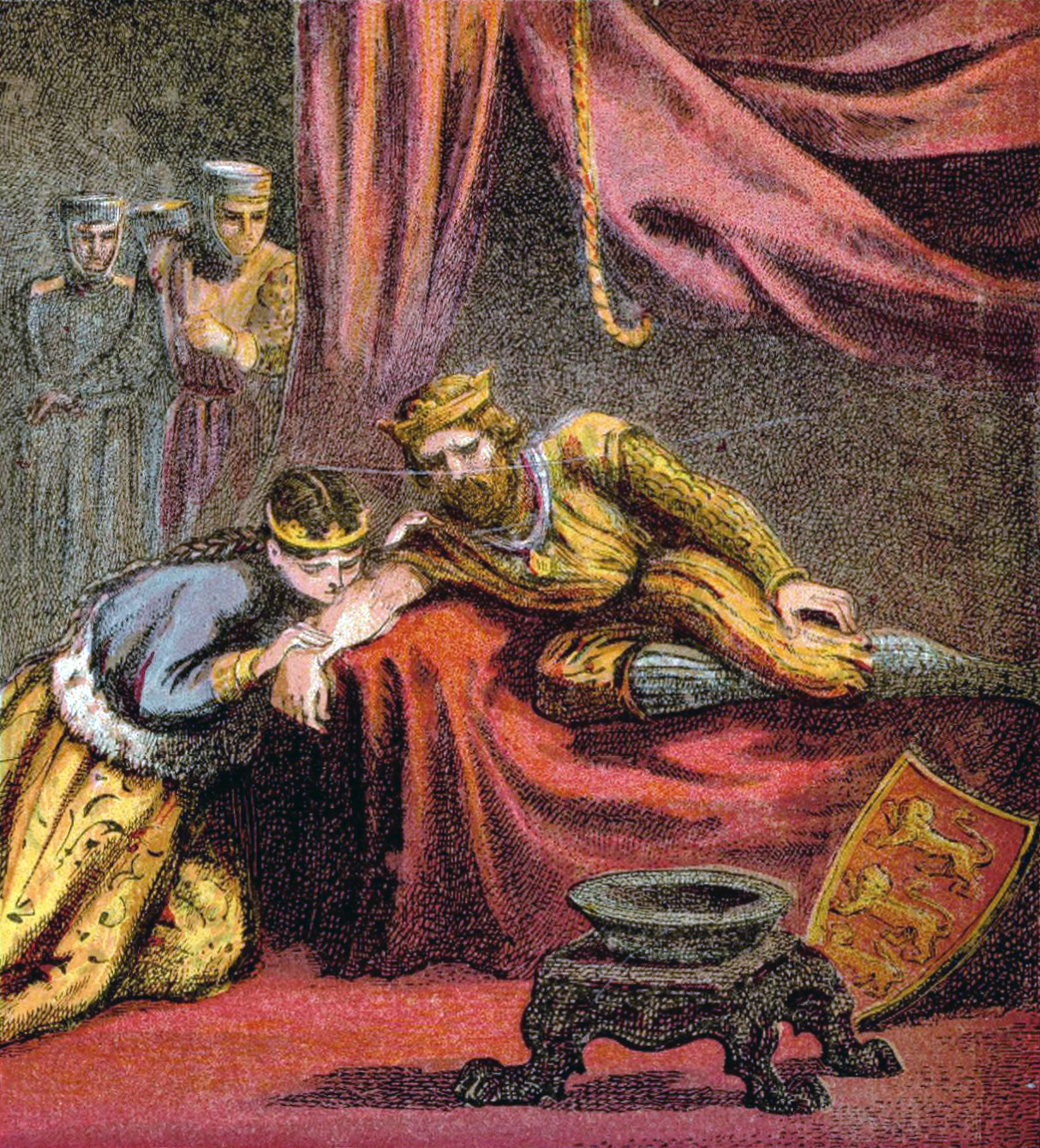
Eleonora zuigt het gif uit de wonde van haar man (historiserende tekening uit 1868).

## Royal Consort van Engeland
Noch terwijl ze in Palestina waren, stierf koning Hendrik in november 1272. Haar man erfde daarmee de troon, doch na hun terugreis uit Palestina bezochten Eduard en Eleonora allereerst Frankrijk en Gascogne, eer ze in augustus 1274 naar Engeland terugkeerde. Op 19 augustus werd ze tezamen met haar man in Westminster Abbey gekroond. Vanaf 1275 breidde ze met de steun van de koning haar grondbezit uit, doordat ze zich voor de schulden, die talrijke ridders en baronnen bij Joodse geldschieters hadden, borg stelden. In ruil daarvoor kreeg ze de als onderpand dienende landerijen. Op deze manier verwierf ze reeds tot in 1281 een groot grondbezit, dat ze in de volgende jaren ook door de directe aankoop van goederen van bezitters met schulden uitbreidde. Haar landhonger en de woekerrentes, die ze van de bij haar schulden hebbende ridders verlangde en die ten slotte tot de overdracht van hun landerijen leidden, waren alras berucht en onderwerp van talrijke geruchten en spotverzen. In 1283 waarschuwde aartsbisschop Pecham de koningin, dat haar handelwijze een schandaal kon veroorzaken, en in 1286 wees hij haar op de openlijke verontwaardiging over haar gierigheid en op de talrijke geruchten, die over haar de ronde deden. Bij haar overlijden had zij uit haar grondbezit een jaarlijks inkomsten van meer dan £ 2500, wat tot dusver voor een Engelse koningin ongezien was. De koning wou na haar dood tegen beschuldigen tegen zijn overleden vrouw optreden, daar hij ze voor onwaar hield, maar moest daarbij vaststellen, hoe meedogenloos Eleonora's ambtenaren tegenover haar pachters en schuldenaren waren en hoe gewetenloos zijzelf tegen tegenstanders had opgetreden.
Hoewel het huwelijk voor de troonopvolger vanuit diplomatiek oogpunt voordelig was geweest, was het huwelijk van begin af aan onpopulair geweest, daar veelvoudig werd gevreesd, dat, net zoals bij Eduards moeder Eleonora van de Provence en de Lusignan-halfbroers van koning Hendrik III talrijke buitenlandse verwanten en gunstelingen met de Castiliaanse prinses naar Engeland zouden komen. Ze zou inderdaad voor meerdere van haar verwanten huwelijken met Engelse partners arrangeren, maar ging daarbij zo discreet te werk, dat ze hierop geen openlijke kritiek kreeg. Haar bevoorrechting van Castiliaanse kooplieden zorgde daartegen voor ontstemming onder de kooplieden uit Southampton. De koningin zelf stond bekend als zeer gecultiveerd. Ze steunde Engelse dichters, maar ook de hen onderwijzende universiteiten. Ze stichtte meerdere kloosters van Dominicanen, dit en haar handelsbetrekkingen met joodse geldleners leidden tot een toenemende afwijzende houding van de Engelse bisschoppen en de monastieke ordes. Haar man achtte haar, maar stond haar geen directe politieke invloed toe. Daar hij omwille van zijn talrijke oorlogen erg in de schulden stak, dwong hij haar een deel van haar vermogen af. Haar poging, de betrekkingen tussen haar thuisland Castilië en Engeland te verbeteren, werden door haar broer Alfons X niet afdoende ondersteund. Na de dood van haar moeder erfde ze in 1279 het Franse Ponthieu, dat ze door vertegenwoordigers liet besturen. Haar politieke invloed bleef over het algemeen genomen onbeduidend.
Toen ze in 1287 samen met haar man opnieuw Gascogne bezocht, werd ze door een koorts gegrepen, die vermoedelijk ook tot haar dood drie dagen later zou leiden. Ze stierf in het huis van Richard de Weston in Harby in Nottinghamshire. Haar lijk werd vervolgens in Lincoln gebalsemd en naar Westminster overgebracht, waar het tijdens een pompeuze begrafenisplechtigheid op 17 december in Westminster Abbey werd bijgezet. Haar ingewanden werden in de kathedraal van Lincoln en haar hart in de Dominicanenkerk in Londen bijgezet. In Westminster Abbey is haar door William Torel vervaardigde bronzen grafmonument bewaard gebleven.

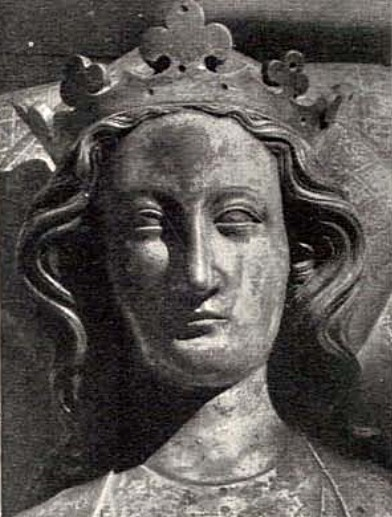
Beeltenis van Eleonora van Castilië op haar bronzen graf in Westminster Abbey.

## Nawerking
Eduard liet langs de weg, die haar lijkstoet van Lincoln naar Westminster aflegde, twaalf monumentale hoogkruisen, de zogenaamde Eleanorakruisen opstellen, waarvan de kruisen in Geddington, Hardingstone en Waltham zijn bewaard gebleven.
Bij leven was Eleonora wegens haar buitenlandse afkomst, haar landverwerving, haar woekerrentes en zelfs wegens haar goede verhouding met haar echtgenoot bij grote delen van de bevolking omstreden, al was ze niet ongeliefd. In de meer dan 100 jaar na haar dood geschreven kroniek Historia Anglicana wordt ze daarentegen door Thomas Walsingham positief voorgesteld. Dit leidde ertoe, dat ze in de eeuwen na haar dood meer aanzien genoot dan tijdens haar leven.

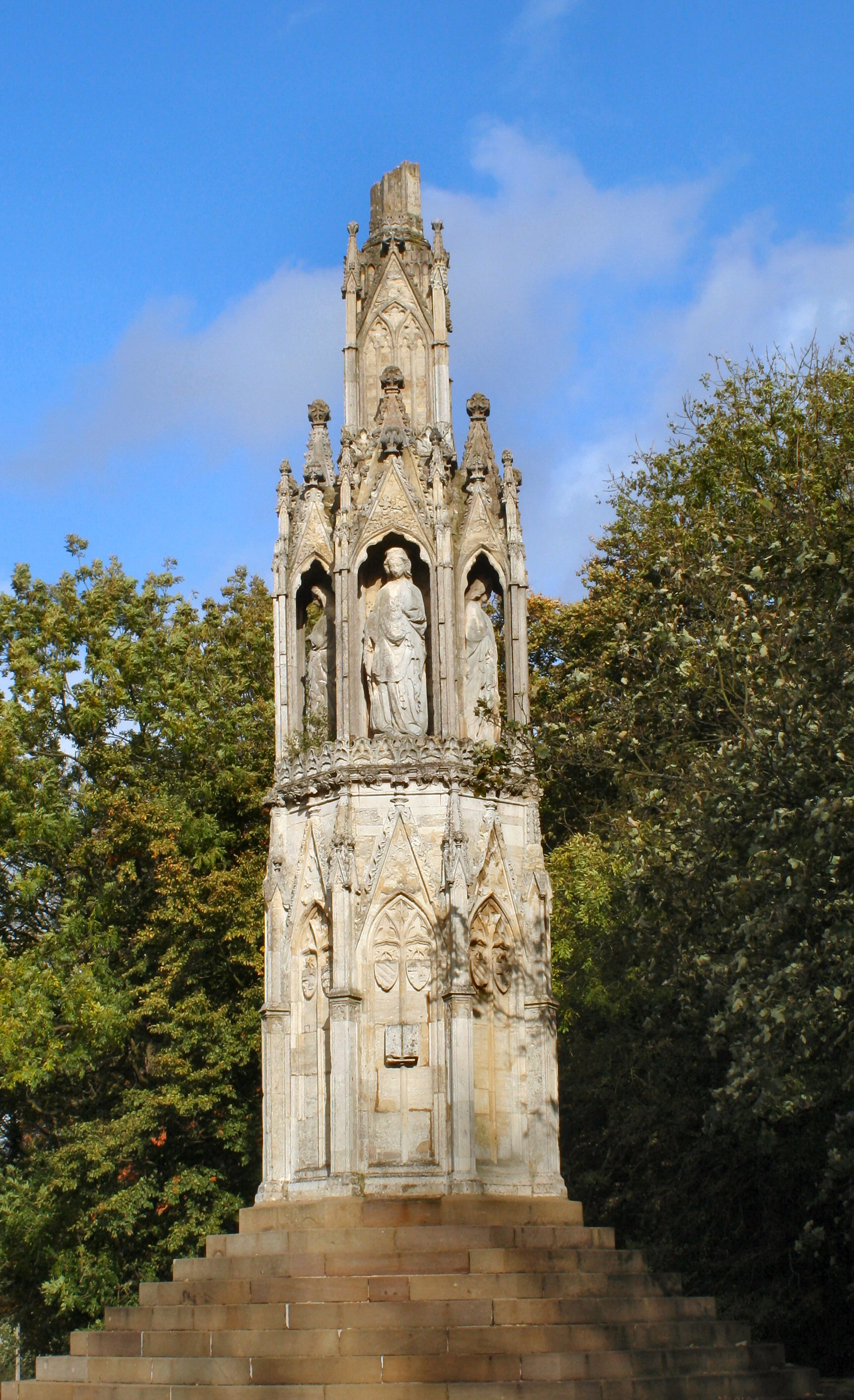
Eleonorakruis in Hardingstone, Northamptonshire.

## Familie en kinderen
Ze was een trouwe echtgenote van haar man, met wie ze in totaal 16 kinderen had, waaronder:
- een doodgeboren dochter (mei 1255 in Bordeaux)
- Catharina (17 juni 1264 - 5 september 1264), begraven in Westminster Abbey.
- Johanna (januari 1265 - voor 7 september 1265), begraven in Westminster Abbey
- Jan (13 juli 1266 - 3 augustus 1271 in Wallingfort) stond onder het toezicht van zijn oudoom Richard, Earl of Cornwall, begraven in Westminster Abbey
- Hendrik (voor 6 mei 1268 - 16 oktober 1274)
- Eleonora (18 juni 1269 - 12 oktober 1297 of 29 augustus 1298); ⚭ graaf Hendrik III van Bar
- dochter (mei 1271 in Palestina - voor september 1271)
- Johanna van Akko (1272 - 7 april 1307); ⚭ I. Gilbert de Clare, 6e Earl of Hertford en ⚭ II. Ralph Morthemer, 1e Baron Monthermer
- Alphonso, Earl of Chester (24 november 1273 - 19 augustus 1284), begraven in Westminster Abbey
- Margaretha (15 maart 1275 - na 1333); ⚭ Jan II van Brabant.
- Berengaria (1 mei 1276 - voor 27 juni 1278), begraven in Westminster Abbey.
- dochter, kort na de geboorte in januari 1278 gestorven.
- Maria (maart 1278 - ca. 1332), non in Amesbury Abbey, Wiltshire
- Elisabeth van Rhuddlan (augustus 1281 in Rhuddlan - 5 mei 1316); ⚭ I. Jan I, graaf van Holland en ⚭ II. Humphrey de Bohun, 4e Earl of Hereford, 3e Earl of Essex.
- Eduard van Caernarvon (Eduard II) (25 april 1284 in Caernarvon - 21 september 1327); ⚭ Isabella van Frankrijk

Zoals in de middeleeuwen onder de hoge adel vaak gebruikelijk was, bekommerden zij en haar man zich weinig om de opvoeding van hun kinderen. Haar dochter Johanna was bijvoorbeeld grotendeels bij haar grootmoeder in Ponthieu opgegroeid, en toen haar zoon Hendrik in Guildford op sterven lag, deden zijn ouders niet de moeite uit Londen af te komen om hem noch eenmaal te zien. Bij haar dood waren van haar kinderen nog een zoon en vijf dochters in leven. Het was pas negen jaar na haar dood dat haar man in 1299 hertrouwde met Margaretha van Frankrijk, hetgeen in die tijd redelijk ongebruikelijk was (men hertrouwde vaak nog geen jaar na de dood van een echtgenote).

## Voorouders
| Voorouders van Eleonora van Castilië (1241-1290) | Voorouders van Eleonora van Castilië (1241-1290)                                | Voorouders van Eleonora van Castilië (1241-1290)                                | Voorouders van Eleonora van Castilië (1241-1290)                                | Voorouders van Eleonora van Castilië (1241-1290)                                | Voorouders van Eleonora van Castilië (1241-1290)                                | Voorouders van Eleonora van Castilië (1241-1290)                                | Voorouders van Eleonora van Castilië (1241-1290)                                | Voorouders van Eleonora van Castilië (1241-1290)                                |
| ------------------------------------------------ | ------------------------------------------------------------------------------- | ------------------------------------------------------------------------------- | ------------------------------------------------------------------------------- | ------------------------------------------------------------------------------- | ------------------------------------------------------------------------------- | ------------------------------------------------------------------------------- | ------------------------------------------------------------------------------- | ------------------------------------------------------------------------------- |
| Overgrootouders                                  | Ferdinand II van León (1137-1188) ∞ Urraca van Portugal (1151-1188)             | Ferdinand II van León (1137-1188) ∞ Urraca van Portugal (1151-1188)             | Alfons VIII van Castilië (1155-1214) ∞ 1152 Eleonora van Engeland (1162-1214)   | Alfons VIII van Castilië (1155-1214) ∞ 1152 Eleonora van Engeland (1162-1214)   | Alberic III van Dammartin (1135-1200) ∞ Mathilde van Clermont (1147-1200)       | Alberic III van Dammartin (1135-1200) ∞ Mathilde van Clermont (1147-1200)       | Willem II van Ponthieu (1179-1221) ∞ Adelheid van Vexin (1160-1220)             | Willem II van Ponthieu (1179-1221) ∞ Adelheid van Vexin (1160-1220)             |
| Grootouders                                      | Alfons IX van León (1171-1230) ∞ 1198 Berenguela van Castilië (1180-1246)       | Alfons IX van León (1171-1230) ∞ 1198 Berenguela van Castilië (1180-1246)       | Alfons IX van León (1171-1230) ∞ 1198 Berenguela van Castilië (1180-1246)       | Alfons IX van León (1171-1230) ∞ 1198 Berenguela van Castilië (1180-1246)       | Simon van Dammartin (1180-1239) ∞ Maria van Ponthieu (1199-1251)                | Simon van Dammartin (1180-1239) ∞ Maria van Ponthieu (1199-1251)                | Simon van Dammartin (1180-1239) ∞ Maria van Ponthieu (1199-1251)                | Simon van Dammartin (1180-1239) ∞ Maria van Ponthieu (1199-1251)                |
| Ouders                                           | Ferdinand III van Castilië (1199-1252) ∞ 1237 Johanna van Dammartin (1220-1279) | Ferdinand III van Castilië (1199-1252) ∞ 1237 Johanna van Dammartin (1220-1279) | Ferdinand III van Castilië (1199-1252) ∞ 1237 Johanna van Dammartin (1220-1279) | Ferdinand III van Castilië (1199-1252) ∞ 1237 Johanna van Dammartin (1220-1279) | Ferdinand III van Castilië (1199-1252) ∞ 1237 Johanna van Dammartin (1220-1279) | Ferdinand III van Castilië (1199-1252) ∞ 1237 Johanna van Dammartin (1220-1279) | Ferdinand III van Castilië (1199-1252) ∞ 1237 Johanna van Dammartin (1220-1279) | Ferdinand III van Castilië (1199-1252) ∞ 1237 Johanna van Dammartin (1220-1279) |